# Echzell
Echzell – miejscowość i gmina w Niemczech, w kraju związkowym Hesja, w rejencji Darmstadt, w powiecie Wetterau. Gmina 30 czerwca 2015 liczyła 5592 mieszkańców.

## Historia
Według wykopalisk archeologicznych tereny, na których leży gmina były zamieszkane już ok. 5000 lat p.n.e. W latach 90-260 istniał tu warowny obóz dla 1000 żołnierzy rzymskich strzegących granicy imperium.